# 艦隊これくしょん -艦これ- 艦これRPG
「艦隊これくしょん -艦これ- 艦これRPG」は、ブラウザゲーム『艦隊これくしょん -艦これ-』を題材にした日本のテーブルトークRPG作品である。著者は河嶋陶一朗 / 冒険企画局、原作・監修は「艦これ」鎮守府、KADOKAWA（富士見書房）から出版されている。

## 概要
角川ゲームスが開発し、DMM.comが2013年から運営しているブラウザゲーム「艦隊これくしょん -艦これ-」の世界と設定を元に、独自にRPGとしてデザインされた作品である。2013年12月29日 - 31日開催のコミックマーケット85にて、本作品の発売が発表された。

## システム
プレイヤーは「艦娘」を操作する立場となり、「提督」となるゲームマスターのもと、シナリオを進行する。このほか一人プレイに対応した「机上演習」ルールが付属している。
判定等には河嶋陶一朗がデザインした汎用RPGシステム「サイコロ・フィクション」が採用されている。そのため、ゲームスタートからフェイズ進行のシーン制が採られている。

### 艦娘
プレイヤーが選ぶ「艦娘」はオリジナルでの作成ルールはないため、ルールブックに記載されたキャラクターから選ぶこととなる。着任ノ書で使用可能な艦種は、戦艦、正規空母、軽空母、重巡洋艦、軽巡洋艦、駆逐艦。建造ノ書壱では航空戦艦、航空巡洋艦、重雷装巡洋艦、水上機母艦、潜水艦が追加された。
「艦これRPG」における「艦娘」は、「深海棲艦」と戦うということこそブラウザゲームと同じであるものの、各種パラメーターは全く異なり、各艦娘ごとに「個性」や「アビリティ」という能力を持っていて性能を表している。また、水面に立つことはできるが空は飛べない。深海棲艦との決戦の前には、「補給」「開発」「入渠」「遠征」などの作業や、それに加えて艦娘の鎮守府での生活、交流パートがある。
「艦これRPG」にも資源の概念があり、「燃料」「弾薬」「鋼材」「ボーキサイト」の資源を「補給」や「入渠」で資源を消費する事で艦娘を回復させることができる。
なお、「艦これRPG」における「艦隊戦」でダメージを受け「轟沈」した艦娘は必ずしもロストとはならず、他の艦娘が回収判定を成功させ、鎮守府で入渠させれば戦線に復帰できるようになっている。

## ルールブック

### 着任ノ書
基本ルールブックである。「着任ノ書」の構成はリプレイパートの後にルールパートが書かれており、これは「サイコロ・フィクション」の他のルールブックと同様のフォーマットとなっている。艦娘のデータが31人分掲載されている。
また、リプレイ『温泉娘の曳航』が収録されている。提督（ゲームマスター）が河嶋陶一朗、プレイヤーはブリドカットセーラ恵美、内田弘樹、速水螺旋人、魚蹴。

### 建造ノ書 壱
追加の艦娘データ64名と、それに対応した追加ルールが収録されている。
また、リプレイコミック『網走閃光戦隊!!』（絵：みずさき。）が収録されている。

### 建造ノ書 弐
新たな艦娘データ48名や、イベントボス級の深海棲艦の追加。他にも、「成長と改造」などの新規追加ルールが収録されている。
また、リプレイコミック『ショートランドからの呼び声』（絵：宮あゆこ）が収録されている。

### 出撃ノ書
工作艦や潜水母艦を含む艦娘や改二データ、キャンペーンシナリオ「鉄底海峡、再び」を追加。
また、リプレイ『艦これ博士とハジマリの島』が収録されている。提督（ゲームマスター）が河嶋陶一朗、プレイヤーは野水伊織、魚蹴、マンチ、黒野徹、代官山ゑびす。

### 抜錨ノ書
新登場の艦娘・改二データ17名を追加。その他、「改修工廠」「連合艦隊」などの新ルールも追加されている。他と違い、リプレイは掲載されていない。
他、基本ルールや前4巻に収録されている艦娘・装備品・アビリティのデータを一括して掲載している。また、前4巻に収録されていた艦娘の固有アビリティは新規のものに入れ替わった。

## リプレイ

### 願いは海を越えて
提督(ゲームマスター)は明時士栄、プレイヤーは河嶋陶一朗、ブリドカットセーラ恵美、小松真奈、桜井光。
舞台は「騾馬潤町」という架空の寂れた港町に設立された「神聖ラバウル警備府」。当地に配属された艦娘たちは町民の冷淡な反応に戸惑う。艦娘たちは住民の信頼を勝ち取ることを目指しながら、その原因を探る。

### 空はあんなに青いのに
本作品でルール化されている一人プレイ「机上演習」のリプレイ。全三話。提督(ゲームマスター)兼プレイヤーは幸宮チノ。サポートに河嶋陶一朗。
ワケあり提督の左遷場所である「栄光なき極楽泊地」にチノ提督と秘書艦の加賀が赴任したことから物語は始まる。

## 書誌情報
ルールブックについては電子書籍版も同時に発売している。
基本ルールブック
- 『艦隊これくしょん -艦これ- 艦これRPG 着任ノ書』 2014年3月17日刊行（3月25日初版発行）、ISBN 978-4-04-070077-9

拡張ルールブック（サプリメント）
- 『艦隊これくしょん -艦これ- 艦これRPG 建造ノ書 壱』 2014年4月19日刊行（4月25日初版発行）、ISBN 978-4-04-070101-1
- 『艦隊これくしょん -艦これ- 艦これRPG 建造ノ書 弐』 2014年6月20日刊行（6月25日初版発行）、ISBN 978-4-04-070227-8
- 『艦隊これくしょん -艦これ- 艦これRPG 出撃ノ書』 2014年10月18日刊行（10月25日初版発行）、ISBN 978-4-04-070374-9
- 『艦隊これくしょん ‐艦これ‐ 艦これRPG プレイヤーズブック 抜錨ノ書』2015年3月18日刊行（3月25日初版発行）、ISBN 978-4-04-070531-6

リプレイ
- 『艦隊これくしょん -艦これ- 艦これRPGリプレイ 願いは海を越えて (1)』 2014年7月19日刊行（7月25日初版発行）、ISBN 978-4-04-070240-7
- 『艦隊これくしょん -艦これ- 艦これRPGリプレイ 願いは海を越えて (2)』 2014年11月20日刊行（11月25日初版発行）、ISBN 978-4-04-070239-1
- 『艦隊これくしょん -艦これ- 艦これRPGぼっちリプレイ 空はあんなに青いのに』 2015年1月20日刊行（1月25日初版発行）、ISBN 978-4-04-070489-0